# Can Trabal (Sant Cugat del Vallès)
Can Trabal és una masia del municipi de Sant Cugat del Vallès (Vallès Occidental) inclosa en l'Inventari del Patrimoni Arquitectònic de Catalunya. Els antecedents són del segle xii però s'han fet modificacions al llarg dels segles.

## Descripció
Casa pairal de planta rectangular i formada per tres cossos diferenciats amb les corresponents portes d'accés. Consta de planta baixa, pis i golfes. Manté una estructura simètrica essent el cos central més alt que els laterals, i en el que s'hi aixeca una torre. El cos central està coronat per una balustrada que s'alterna amb un fris a on s'hi inscriu el nom de Bartomeu Trabal. Als cossos laterals s'han obert galeries en el pis corresponen a les golfes. Les portes d'entrada són de punt rodó adovellat.